# Macropis hedini
Macropis hedini är en biart som beskrevs av Johann Dietrich Alfken 1936. Macropis hedini ingår i släktet lysingbin, och familjen sommarbin. Inga underarter finns listade i Catalogue of Life.